# 시소러스
시소러스(thesaurus)는 동의어, 반의어 사전이다.
최초의 동의어 반의어 사전은 로젯의 시소러스(Roget's Thesaurus)였고, 여기에서 시소러스라는 말이 굳어졌다. 외과의사 피터 로젯 1805년에 첫판이 나왔다. 첫판은 알파벳 순이 아니라 개념별로 정리했다.